# Лере, Жан
Жан Лере́ (фр. Jean Leray; 7 ноября 1906, Шантене, Франция — 10 ноября 1998, Ла-Боль-Эскублак, Франция) — французский математик.

## Биография
Родился в семье преподавателей, молодость провёл в Нанте и Ренне, в 1926—1929 годах учился в Высшей нормальной школе, в 1933 году получил степень доктора, защитив диссертацию в области гидродинамики под руководством Анри Вийя.
Сотрудничал с польским математиком Юлием Шаудером, опубликовав с ним в 1934 году совместную работу «Topologie et équations fonctionelles» в «Анналах» Высшей нормальной школы. Разработал с ним метод неподвижной точки Лере — Шаудера.
С 1936 года Лере — профессор университета в Нанси. Участвовал во Второй мировой войне, служа офицером, в 1940 году попал в плен и провёл 5 лет в лагере для военнопленных Oflag XVII-A в Эдельбахе в Австрии. Совместно с другими заключёнными организовал университет (фр. université en captivité), был его главой. В лагере Лере продолжал свои исследования и после освобождения опубликовал работу «Cours de topologie algébrique professé en captivité» (1945).
В 1945—1947 годах — профессор Парижского университета, в 1947—1978 годах — профессор Коллеж де Франс. Член Французской академии наук (1953) и многих зарубежных академий, в том числе иностранный член Академии наук СССР (1966), Национальной академии наук США (1965), Лондонского королевского общества (1983), Польской академии наук (1977), Королевской академии наук и искусств Бельгии, Национальной академии деи Линчеи, академий в Милане, Бостоне, Гёттингене, Турине, Палермо. Почётный член Польского математического общества (1992).
Работы Лере в области функционального анализа, алгебраической топологии и дифференциальных уравнений с частными производными гиперболического типа.

## Награды
- Премия Малакса (1938, Румыния) — совместно с Ю. Шаудером.
- Премия Французской академии наук (1940)
- Премия Фельтринелли (1971, Национальная академия деи Линчеи)
- Лекция Джона фон Неймана (1962)
- Премия Вольфа по математике (1979, Израиль)
- Большая золотая медаль имени М. В. Ломоносова (1988, АН СССР)

## Книги на русском языке
- Лере Ж. Гиперболические дифференциальные уравнения. — М.: Наука, 1984
- Лере Ж. Дифференциальное и интегральное исчисления на комплексном аналитическом многообразии. — М.: ИЛ, 1961
- Лере Ж., Гординг Л., Котаке Т. Задача Коши. Униформизация и асимптотическое разложение решения линейной задачи Коши с голоморфными данными. Аналогия с теорией асимптотических и приближенных волн. — М.: Мир, 1967
- Лере Ж. Обобщенное преобразование Лапласа, переводящее унитарное решение гиперболического оператора в его фундаментальное решение (задача Коши IV). — М.: Мир, 1969
- Лере Ж. Лагранжев анализ и квантовая механика. Математическая структура, связанная с асимптотическими разложениями и индексом Маслова. — М.: Мир, 1981